# Cornelis de Houtman
Cornelis de Houtman (Gouda, 2 de abril de 1565 – Achém, 11 de setembro de 1599) foi um marinheiro mercante holandês que comandou a primeira expedição holandesa às Índias Orientais. Embora a viagem tenha sido difícil e rendesse apenas um lucro modesto, De Houtman demonstrou que o monopólio português no comércio de especiarias era vulnerável. Uma série de viagens comerciais holandesas se seguiu, acabando por levar à substituição dos portugueses e ao estabelecimento de um monopólio holandês no comércio de especiarias nas Índias Orientais.

## Primeiros anos
Cornelis de Houtman nasceu em 1565 em Gouda, Holanda do Sul. Seu pai, Pieter de Houtman, era cervejeiro. Cornelis tinha um irmão mais novo, Frederick de Houtman, nascido em 1571, e duas irmãs.
Em 1592, o primo rico de Cornelis, Reynier Pauw, e vários outros prósperos comerciantes em Amsterdã formaram uma companhia, Companhia van Verre, para financiar uma expedição comercial holandesa às Índias Orientais. Sua inspiração inicial foi a publicação de uma série de mapas que pareciam mostrar a rota para as Índias Orientais. Esses mapas foram fornecidos pelo renomado cartógrafo holandês Petrus Plancius, que indicou tê-los obtido do cosmógrafo real da Espanha, Bartolomeo de Lasso.
Nesse mesmo ano, Pauw enviou Cornelis a Lisboa junto com seu irmão Frederick. Não está claro se De Houtman tinha negócios legítimos em Portugal ou se foi principalmente como espião comercial para reunir informações sobre o comércio de especiarias português nas Índias Orientais. Enquanto eles estavam fora, outro mercador holandês, Jan Huygen van Linschoten, retornou a Amsterdã após passar quase nove anos em Goa. Ele trouxe de volta informações extensas sobre a região, incluindo detalhes cruciais sobre navegação e o comércio de especiarias.

## A viagem
Os comerciantes determinaram que Bantam oferecia a melhor oportunidade para comprar especiarias. Em 2 abril 1595, quatro navios partiram de Amsterdã: o Mauritius, Amsterdam, Hollandia e o Duifje.

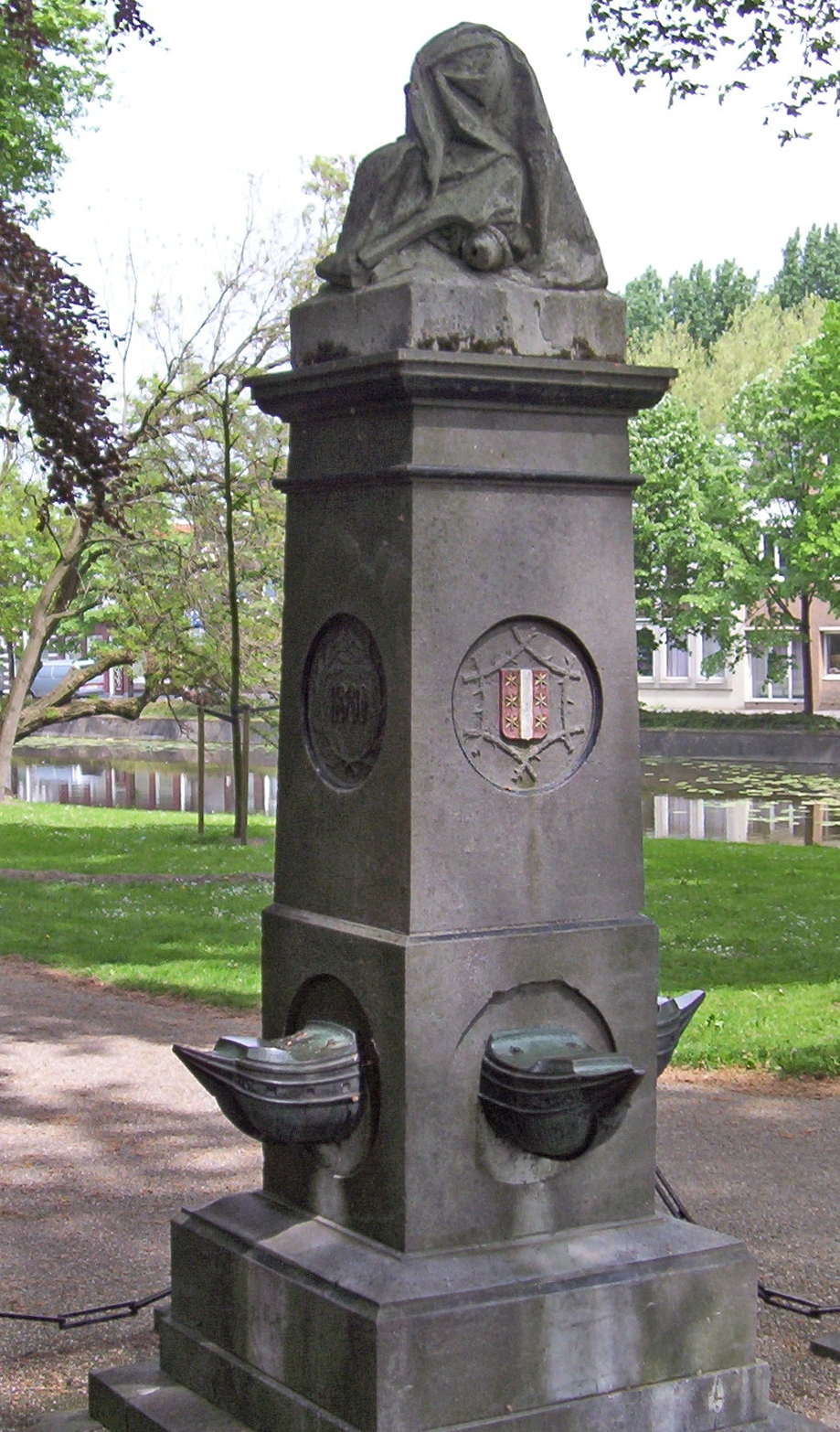
Monumento aos irmãos De Houtman em Gouda (Holanda do Sul)

A viagem enfrentou problemas desde o início. Escorbuto surgiu após apenas algumas semanas, devido a provisões insuficientes. Em Madagascar, onde uma breve parada foi planejada, setenta e um homens precisaram ser enterrados. Os 71 dos 248 marinheiros morreram, a maioria de escorbuto. A baía de Madagascar onde estavam ancorados agora é conhecida como o cemitério holandês. Após a morte de um dos capitães, surgiram desentendimentos entre os comandantes e comerciantes, e um deles foi preso a bordo e trancado em sua cabine. Em junho de 1596, os navios finalmente chegaram a Bantam, um porto ao noroeste de Java. Jan Huygen van Linschoten havia recomendado que não passassem pelo Estreito de Malaca, controlado pelos portugueses, mas sim pelo Estreito de Sunda.
De Houtman foi apresentado ao Sultão de Bantam, que prontamente firmou um tratado otimista com os holandeses, escrevendo: "Estamos muito satisfeitos em ter uma liga permanente de aliança e amizade com Sua Alteza, o Príncipe Maurício de Nassau, dos Países Baixos e com vocês, senhores." Os comerciantes portugueses locais ficaram muito desconfiados quando De Houtman não comprou pimenta-preta, alegando que esperaria a próxima colheita. Infelizmente, De Houtman foi pouco diplomático e acabou ofendendo o sultão, sendo expulso por seu "comportamento rude", sem conseguir comprar especiarias.
Os navios navegaram então para Madura, mas foram atacados por piratas no caminho. Em Madura, foram recebidos pacificamente, mas De Houtman ordenou que seus homens atacassem e violentassem brutalmente a população civil em vingança por uma pirataria anterior não relacionada.
Depois seguiram para Bali, onde se encontraram com o rei da ilha. Conseguiram obter alguns potes de pimenta em 26 fevereiro 1597. Dois membros da tripulação permaneceram na ilha. Em Bawean, um dos navios, o Amsterdam, foi propositalmente incendiado, e a tripulação foi dividida entre as outras três embarcações. Quando os marinheiros se cansaram da exaustiva viagem, decidiu-se não ir às Ilhas Molucas e retornar à Holanda. Naquela noite, outro dos capitães morreu, e De Houtman foi acusado de envenená-lo.
Navios portugueses impediram que eles obtivessem água e suprimentos em Santa Helena. Dos 249 homens da tripulação, apenas 87 retornaram, fracos demais para atracar os próprios navios.

## Morte
Apesar de a viagem ter sido um desastre humanitário e financeiramente ter, provavelmente, apenas empatado, foi uma vitória simbólica. Pode ser considerada o início da colonização holandesa da Indonésia. Em menos de cinco anos, 65 outros navios holandeses navegaram para o leste para comerciar. Logo, os holandeses assumiriam plenamente o comércio de especiarias em torno do Oceano Índico.
Em sua segunda viagem para o Oriente, em 1599, para outra companhia, De Houtman e suas tropas chegaram ao Aceh. O sultão o recebeu pacificamente até De Houtman insultá-lo. Ele já havia tido conflitos com o Sultanato de Banten no noroeste de Java, antes de chegar a Aceh, e, sentindo-se arrogante, escalou o confronto ao desafiar o sultão. Isso levou à sua derrota pelas mãos da primeira mulher almirante do mundo moderno, a Almirante Keumalahayati, e seu Exército Inong Balee.